# Autostrada A10 (Portugalia)
Autostrada A10 (port. Autoestrada A10, Autoestrada do Ribatejo) – autostrada w środkowej Portugalii, na północ i północny wschód od Lizbony. Przejazd autostradą jest płatny. Koncesjonariuszem zarządzającym autostradą jest Brisa – Auto-estradas de Portugal.
Zapewnia stosunkowo bezpośrednie połączenie między autostradą A9, na węźle nr 7 (Aruda), A9 w Carregado i A13 w Benavente.
Najnowsza część autostrady, włączenie z Mostem Lezíria (Ponte da Lezíria) została otwarta w lipcu 2007. Odcinek Ponte da Lezíria ma około 12 km, przebiegając przez tereny bagienne Ribatejo, wchodzących w skład estuarium Tagu.

## Historia budowy
| Odcinek                       | Otwarcie | km   |
| ----------------------------- | -------- | ---- |
| Bucelas - Arruda dos Vinhos   | 09/2003  | 6,9  |
| Arruda dos Vinhos - Carregado | 12/2006  | 10,6 |
| Carregado - Benavente         | 07/2007  | 14,9 |
| Benavente -                   | 04/2005  | 7,4  |